# سیسو
سیسو (به انگلیسی: Sisu) یک فیلم اکشن درام تاریخی محصول سال ۲۰۲۲ به نویسندگی و کارگردانی یالماری هلاندر است. داستان فیلم در لاپلند فنلاند در طول جنگ جهانی دوم اتفاق می‌افتد، این فیلم یک جستجوگر طلا را دنبال می‌کند که تلاش می‌کند طلای دزدیده شده خود را حفظ کند و از خود در برابر جوخه مرگ نازی‌ها به رهبری یک افسر وحشی شوتزستافل دفاع کند. یورما تومیلا، اکسل هنی، جک دولان و میموسا ویلامو در این فیلم بازی می‌کنند.
این فیلم در سال ۲۰۲۱ در نزدیکی روستای نورگام در لاپلند با بودجه‌ای در حدود ۶ میلیون یورو فیلمبرداری شد. به گفته هلاندر فیلم اکشن آمریکایی اولین خون به عنوان الهام بخش بزرگی برای این فیلم عمل کرد. سونی پیکچرز حقوق پخش جهانی فیلم را در خارج از کشورهای شمال اروپا به دست آورد، و سپس تصمیم گرفت با لاینزگیت همکاری کند تا فیلم را در آمریکای شمالی منتشر کند. این فیلم در ۹ سپتامبر ۲۰۲۲ در بخش جنون نیمه‌شب جشنواره بین‌المللی فیلم تورنتو به نمایش درآمد. این فیلم در ۲۷ ژانویه ۲۰۲۳ در فنلاند اکران شد و در ۲۸ آوریل ۲۰۲۳ در ایالات متحده اکران شد و نقدهای مثبتی از منتقدان دریافت کرد.

## داستان: طرح کلی
در اواخر سال ۱۹۴۴، در طول جنگ لاپلند، کاوشگر عاتامی کورپی تنها با اسب و سگ وفادارش در بیابان دور افتاده لاپلند زندگی می‌کند. آتامی روزهای خود را در جست‌وجوی طلا به استخراج و معادن می‌گذراند. پس از کشف یک ذخیره غنی، او مقدار زیادی از قطعات طلا جمع‌آوری می‌کند و بر اسب خود سوار می‌شود و با سگ خود به سمت نزدیکترین شهر می‌رود. در طول راه، آتامی با یک جوخه ۳۰ نفره روبرو می‌شود، آتامی به زودی توسط گروهی از سربازان دستگیر می‌شود که کیسه‌های زین پر از طلا او را کشف می‌کنند و آماده می‌شوند تا او را اعدام کنند و به سگش شلیک کنند، اما او به سرعت همه آنها را می‌کشد. برونو که با شلیک گلوله هشدار می‌دهد، تحقیق می‌کند و قتل‌عام را کشف می‌کند. او یکی از قطعات طلای آتامی را پیدا می‌کند که توسط یکی از سربازان در حال مرگ گرفته شده است و…

## داستان: کامل
در اواخر سال ۱۹۴۴، در جریان «جنگ لاپلند»، آتامی کورپی همراه با اسب و سگ وفادارش – از نژاد «بدلینگتون تریر» – به‌تنهایی در بیابان‌های لاپلند زندگی می‌کند و به دنبال طلا می‌گردد. او یک ذخیره بزرگ طلا کشف می‌کند، مقدار زیادی قطعه طلای خام جمع‌آوری کرده و به‌سمت شهر رووانیمی راه می‌افتد.
در مسیر، آتامی با یک گروه بزرگ از نیروهای وافن-اس‌اس به رهبری «برونو هلدورف» روبه‌رو می‌شود که در حال عقب‌نشینی به‌سوی نروژ و ویران‌کردن روستاها هستند. آن‌ها چند زن فنلاندی را نیز اسیر کرده‌اند. هلدورف توجهی به آتامی نمی‌کند و به او اجازه عبور می‌دهد. اما گروه دومی از نیروهای اس‌اس، طلاهای آتامی را در زین اسبش پیدا کرده و تصمیم می‌گیرند او را غارت کرده و بکشند؛ اما آتامی با مهارتی خیره‌کننده، همگی آن‌ها را می‌کشد.
هلدورف که با شنیدن صدای تیراندازی به محل آمده، اجساد نیروهایش و یکی از قطعه‌طلاها را پیدا می‌کند. او و تانکش به تعقیب آتامی می‌پردازند تا اینکه به منطقه‌ای مین‌گذاری‌شده می‌رسند و اسب آتامی روی مین کشته می‌شود. آتامی، در حالی که طلاهایش را جمع می‌کند، به‌صورت عمدی مین دیگری را منفجر می‌کند تا راه فرار باز کند. چند سرباز در تعقیب او به‌سرعت روی مین می‌روند و کشته می‌شوند. هلدورف دو تن از زنان اسیر را مجبور می‌کند جلوتر بروند تا مسیر امن شود.
در همین حین، معاون هلدورف، «وُلف»، پس از به‌دست‌آوردن پلاک شناسایی آتامی، از طریق بی‌سیم متوجه می‌شود که او در گذشته یک کماندوی ارتش فنلاند در جنگ زمستان بوده و پس از از دست‌دادن خانواده‌اش، به افسانه‌ای به نام «جوخه مرگ یک‌نفره» تبدیل شده؛ کسی که ارتش سرخ شوروی او را «کاشچیِ نامیرا» می‌نامید.
هلدورف که می‌داند آلمان نازی جنگ را باخته، به‌جای ادامه عقب‌نشینی، تصمیم می‌گیرد آتامی را شکار کرده و طلایش را تصاحب کند تا در آینده بتواند از محاکمه جنایات جنگی فرار کند.
سربازان آلمانی برای یافتن آتامی، سگ‌هایی را رها می‌کنند. آتامی سگ خود را دور می‌فرستد و با استفاده از بنزین بویش را پنهان می‌کند، اما بالاخره او را پیدا می‌کنند و آتامی به دریاچه‌ای می‌پرد. هلدورف سه سرباز را با قایق می‌فرستد، اما آتامی زیر آب دو تن از آن‌ها را با بریدن گلویشان می‌کشد و از هوای داخل گلویشان برای تنفس استفاده می‌کند. سومین سرباز فرار می‌کند اما وُلف او را می‌کشد. آتامی با استفاده از جسد یکی از سربازان به ساحل می‌رسد و فرار می‌کند. در سوی دیگر رود، سگش به‌دست نیروهای هلدورف می‌افتد.
وقتی آتامی به رووانیمی می‌رسد، شهر را ویران و سوخته می‌یابد. او در پمپ‌بنزین مخروبه‌ای پناه می‌گیرد. هلدورف سگ آتامی را با نارنجک دستی متصل به گردنش به دنبال او می‌فرستد. آتامی سگ را نجات می‌دهد، اما با انفجار نارنجک بی‌هوش می‌شود. هلدورف، وُلف و راننده تانک، «شوتسه»، او را حلق‌آویز می‌کنند، طلاها را می‌برند و رهایش می‌کنند تا بمیرد، اما آتامی با فروکردن یکی از زخم‌هایش به میله‌ای بیرون‌زده، از مرگ نجات پیدا می‌کند.
مدتی بعد، دو خلبان آلمانی برای گرفتن سوخت فرود می‌آیند. آتامی یکی را می‌کشد و دیگری را مجبور می‌کند او را جلوتر از کاروان هلدورف پرواز دهد.
هلدورف هواپیمای رهاشده را با جسد حلق‌آویز خلبان پیدا می‌کند. در ادامه مسیر، آتامی سوار کامیونی می‌شود که زنان اسیر در آن هستند، نگهبانان را می‌کشد و به آن‌ها اسلحه می‌دهد. «آینو»، رهبر غیررسمی زنان، کنترل یکی از کامیون‌ها را در دست می‌گیرد و آتامی نیز سوار تانک هلدورف می‌شود. زنان بقیه سربازان را می‌کشند و آتامی وُلف را از تانک بیرون می‌کشد و او را به زنان می‌سپارد.
هلدورف با یک هواپیمای شوروی فرار می‌کند و راننده‌اش، شوتسه، را می‌کشد. آتامی با کلنگ خود در میانه پرواز وارد هواپیما می‌شود و با هلدورف درگیر می‌شود. در پایان، با قلاب‌کردن یک طناب به بمب و رهاکردن آن، هلدورف را از هواپیما بیرون می‌اندازد. خلبان مرده است و آتامی خودش را می‌بندد تا با سقوط هواپیما در مرداب زنده بماند.
در پایان، زنان آزادشده به رهبری آینو، تانک آلمانی را – با وُلفی که به برجک بسته شده – به نیروهای ارتش فنلاند می‌رسانند. آتامی از مرداب بیرون می‌خزد، با سگش دوباره همراه می‌شود و به هلسینکی جنگ‌زده می‌رسد. او وارد بانکی می‌شود، طلاهایش را روی پیشخوان می‌ریزد و برای نخستین‌بار لب باز می‌کند: «یه‌کم پول کاغذی بده، که این بار لعنتی سبک‌تر بشه.»

## بازخوردها
در وب‌سایت جمع‌آوری نقد راتن تومیتوز از ۱۱۰ نقد منتقد، با میانگین امتیاز ۷٫۷ از ۱۰ مثبت هستند. در متاکریتیک، که از میانگین وزنی استفاده می‌کند، بر اساس رای ۲۰ منتقد، امتیاز ۷۰ از ۱۰۰ را به این فیلم اختصاص داد که نشان دهنده «بررسی‌های عموماً مطلوب» است. تماشاگرانی که توسط پست‌ترک نظرسنجی کردند، ۸۰٪ امتیاز مثبت به فیلم دادند و ۶۰٪ گفتند که قطعاً دیدن این فیلم را توصیه می‌کنیم.

## گیشه
از ۵ می ۲۰۲۳، سیسو ۴٫۸ میلیون دلار در ایالات متحده و کانادا و ۲٫۳ میلیون دلار در سایر مناطق به دست آورده است که مجموعاً ۷٫۹ میلیون دلار در سراسر جهان است. پیش‌بینی می‌شد در ایالات متحده و کانادا، افتتاحیه سیسو در کنار «بیگ جورج فورمن» و «آیا تو خدا هستی آزاد شد؟ این من هستم، مارگارت.» در آخر هفته حدود ۴ میلیون دلار از ۹۰۰ سینما فروش داشته باشد. در روز اول ۱٫۴ میلیون دلار عایدی داشت که شامل ۵۸۵٫۰۰۰ دلار از پیش نمایش‌های پنجشنبه شب بود. این فیلم برای نخستین بار به ۳٫۳ میلیون دلار رسید و هشتم شد.

## آینده
در مارس ۲۰۲۳، هلاندر در مصاحبه‌ای به این ایده اشاره کرد که اگر فیلم در گیشه ایالات متحده موفق باشد، می‌تواند دنباله‌ای احتمالی برای سیسو بسازد.